# Черно море
«Черно море» (с болг. — «Чёрное море») — болгарский футбольный клуб из города Варна, основанный в 1913 году под названием CK «Тича». В настоящее время участвует в высшей футбольной лиге Болгарии («A» группе).
В переводе с болгарского языка «Черно Море» означает «Чёрное море», из-за чего футболистов клуба называют «моряками». Команда выступает на стадионе «Тича» вместимостью 12 тыс. зрителей. Клуб 4 раза выигрывал чемпионат Болгарии. В 2015 году клуб победил в Кубке и Суперкубке Болгарии.

## Достижения
- Чемпионат Болгарии[3]
  - Чемпион (4): 1925[4], 1926[5], 1934[6], 1938[7]
- Кубок Болгарии
  - Обладатель: 2015
  - Финалист (2): 2006, 2008
- Суперкубок Болгарии
  - Обладатель: 2015
- Кубок Советской армии
  - Финалист (2): 1985, 1988

## История
Ранние года (1909—1945)

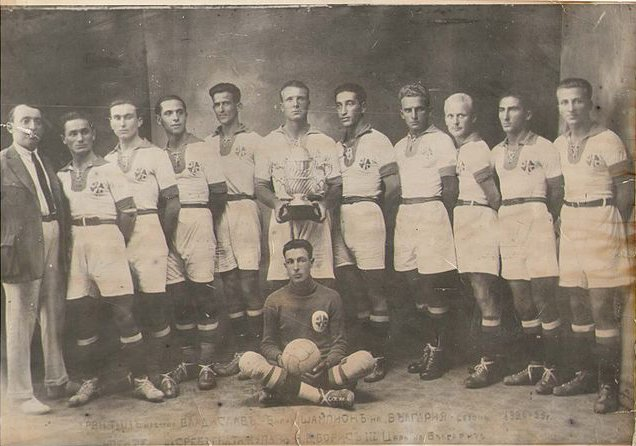
Футбольная команда «Владислав» Варна 1925 года. Первый чемпион Болгарии слева: Е.Мург, А.Иванов, К.Петров,П.Христов,Б.Ставрев,Э. Терцетта, Л.Митев, А.Алексиев,И.Булгаков,Г.Георгиев,Д.Димитриев ниже: З.Янакиев

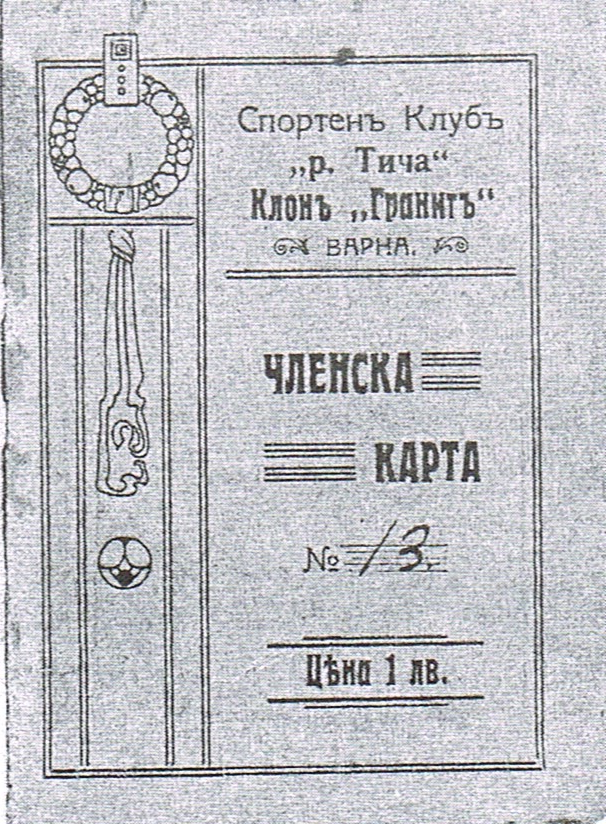
Членская карта «Владислав» с тогдашним названием СК «Тича — клон Гранит» (1920 г.)

3 марта 1913 в городе Варна в 1-й средней школе для мальчиков была создана спортивная ассоциация «Галата». Позже, в 1913, Карел Шкорпил, один из её членов и учредителей, школьный учитель, предложил изменить название команды на «Река Тича», используя старое название реки Камчия. 24 мая 1914 года спортивный клуб «Спортист», основанный Стефаном Тончевa и группой юношей в 1909 году, присоединился к «Реке Тиче»,. Многие  болельщики «Черно Море» сегодня считают годом основания именно 1913 год, хотя некоторые полагают, что это исторически неверно, утверждая, что CK «Спортист» (1909) является первоначальным «Черно Море». Футбол был главным видом спорта в рамках большинства спортивных мероприятий, в которых принимала участие команда «Река Тича». Первый международный товарищеский матч в болгарской истории футбола был сыгран в 1915 году между «Рекой Тичей» и командой 21-го Померанского пoлка Пруссии. Встреча закончилась вничью: 4:4. В 1919 году «Тича» проводила матчи против команд из Софии. Они были очень успешными для «Тичи». Со счетом 3:0 и 1:0 команда победила «Славию» в Варне и Софии соответственно и со счетом 4:1 одержала победу над «Левски» в Варне. Ответный матч «Левски» — «Тича» в Софии не состоялся. Развитие болгарского футбола требовало более глубокого изучения правил, поэтому в 1919 году «Тича» опубликовала первый болгарский футбольный сборник правил: «Футбол — правил и направлении», написанный Стефаном Тончевым.
В 1921 году спортивный клуб «Гранит» остановил коллективное членство в CK «Тича» из-за финансовых споров, став CK «Владислав», получив название в честь польского короля Владислава Варненчика, который погиб в бою с турецкими захватчиками недалеко от Варны в 1444 г. Эмблемой клуба являлся четырёхлистный клевер. Цветами формы были зелёный и белый, которые и сегодня использует клуб «Черно Море». CK «Владислав» стал первой командой, которой удалось выиграть Кубок царя в 1925 году, став первым чемпионом Королевства Болгарии. Капитан Эгон Терцета пользуется уважением болельщиков «Черно Море», как игрок, забивший в финальном матче и обеспечивший победу в кубке зелёно-белой команде. Позже, в 1945 году, СК «Владислав» воссоединился с CK «Тича». Новый клуб получил имя «Тича-Владислав-45».
В 1925 году CK «Тича» выиграл Кубок Бухареста, после двух последовательных побед против команды «Tриколор» (позже переименованной в «Унирeя Триколор») и «Спортул Студентеск», обе команды были из румынской столицы. Это был первый международный футбольный трофей, который выиграл болгарский футбольный клуб, что сделало CK «Тича» самым популярным клубом в Варне того времени.
В 1935 и 1936 CK «Тича» закончил Национальный Чемпионат, проводившийся по системе элиминации, на втором месте. В 1938 году клуб стал чемпионом болгарской Объединённой Национальной футбольной лиги. Членами команды чемпионoв были: Иван Сарайдаров, Оник Харипян, Гарабед Гарабедов, Георги Гочев, Атанас Ковачев, Георги Радев, Вили Петков, Панайот Розов, Милю Парушев, Илия Дончев и Добри Байчев.
Несколько игроков CK «Тича» и CK «Владислав» были взяты в сборную Болгарии. Боян Бянов (СК «Тича») был капитаном сборной команды в её первом историческим матче против Австрии в Вене, который состоялся 21 мая 1924 г. В том же году он выступил в составе сборной в рамках Летних Олимпийских игр в Париже.
Под тоталитарной властью (1945—1989)
С установлением коммунистического правления в Болгарии после Второй мировой войны, произошли серьёзные изменения, затрагивающие все ведущие страны. Это было время слияния, разделения, переименования и, в некоторых случаях, закрытия клубов. Всё происходило в соответствии с видением нового, коммунистического правительства. 18 февраля 1945 года произошло слияние CK «Тича» и CK «Владислав», новым название клуба стало «Тича-Владислав». По постановлению управляющего органа было решено сократить количество спортивных клубов в городе Варна в связи с их избытком.
В 1947 году СК «Приморец» также присоединился к новому клубу, получив название «ТВП 45».
В 1948 — 1949 годах (под названием «Ботева») клуб принял участие на самом высоком уровне в первой послевоенной лиге, известной как «А» РФГ. «Ботев» Варна финишировал 6-м в группе из 10 команд. Центральный нападающий Недко Недев стал лучшим бомбардиром соревнования, забив 12 голов. Некоторые дальнейшие реорганизации произошли в следующем сезоне. Город Варна был переименован в город Сталин в честь советского правителя и сохранял своё название вплоть до 1956 года. Кроме того, была введена ведомственная система, помещающая большинство клубов под шефство двух основных ведомств: Министерства обороны и Министерства внутренних дел. «Ботев» Сталин оказался под военным руководством, и ему было приказано играть в третьем дивизионе (группа «В»), чтобы освободить место для вновь образованного Центрального спортивного клуба армии (ЦДНВ, позже ЦСКА) из Софии, который стартовал в «А» РФГ сразу же после своего основания. Несмотря на то, что клуб был понижен по указу, команда «Ботев» Сталина сохранила большую часть своих игроков, и под руководством тренера Ивана Моканова вернулась обратно в «А» РФГ за 2 сезона под названием «BMC», которое используется для обозначения болгарского военно-морского флота.
В 1953 году BMC Сталин занял 3-е мeсто в чемпионате после двух ведущих клубов Софии. Самым неудачным сезоном в истории клуба считается сезон 1955-го года. Он начался с 5 побед подряд против команд Софии, но в последующих 10 играх команда набрала всего 1 очко. Она была понижена в конце сезона, но вернулась на следующий год под прежним именем «Ботев» Варна.
В 1959 году небольшая команда из «Б» РФГ образовалась в результате слияния двух команд города Варна («Локомотив» и «Корабостроитель»), годом ранее к которой присоединился к «Ботев», и продолжила существование под названием «Черно Море». Клуб оставался в РФГ «А» без перерыва до 1976 года без серьёзных успехов. Под контролем Министерства обороны на протяжении многих лет, ряд талантливых игроков покинули клуб для перехода в Центральный спортивный клуба армии (ЦСКА), а «Черно Море» не получило сколько-нибудь адекватную компенсацию. Один из игроков, Божил Колев, сыграл главную роль в обороне сборной в чемпионате мира в ФРГ’74.
У «Черно Море» были моменты славы в товарищеском матче против «Аякса», который завершился победой (3:1, 8 июня 1966 года, Здравко Митев (2) и Стефан Богомилов). 19-летний Йохан Кройф забил за «Аякс». В августе 1966 года команда из Варны посетилa Англию и сыгралa три матча. Самой запоминающейся была победа 1-0 над «Ноттингем Форест» на «Сити Граунд». Судьба матча была решена Димитаром Бoсновым в первой половине, благодаря дальнему удару. Остальные два матча завершились ничьей со счётом 1-1 против «Ковентри Сити» после того, как Стефан Янев открыл счёт, со счётом 1-2 - поражение от «Шеффилд Уэнсдей». После 16 лет в высшем дивизионе, «Черно Море» был понижен в 1976 году и выиграл повышение в следующем сезоне. Появлялось новое поколение игроков: защитники Тодор Марев и Иван Иванов, полузащитники Тодор Атанасов и Иван Андреев, нападающие Рафи Рафиев и Никола Спасов оставили много хороших воспоминаний в конце 70-х и 80-х годов. В сезоне 1981-1982 команда заняла 4-е место чемпионата Болгарии и завоевала право на участие в Кубке Интертото. «Черно Море» выиграл дважды 2-0 дома против «Стандард» и датчан из «Видовре» и сыграл 1-1 против «Байер 04». Затем команда сыграла 1-1 в Дании и проиграла 1-3 и 0-3 в Льеже и Леверкузене соответственно. Позже, в 80-е годы, «Черно Море» был понижен дважды и играл 3 сезона в «Б» РФГ. Команда вышла в финал Кубка Советской Армии в 1985 и 1988 годах.
1990-е
Падение социализма в Болгарии в 1989 году и установление демократии принесло новые трудности для болгарских футбольных клубов. Переход от государственной поддержки организаций к частным владельцам привели к тому, что многие старые футбольные клубы исчезли полностью, в то время как другие были вынуждены объявить о банкротстве, возродившись позже, получив лицензии от других небольших клубов. «Черно Море» избежал административных изменений и сохранил своё название и историю, но провел 8 из 9 сезонов десятилетия во втором дивизионе. Вылетев 1990м году, клуб столкнулся с огромными финансовыми трудностями, в сезоне 1997-1998 клуб был близок к вылету в 3-й дивизион. Во время игры в «Б» РФГ, «Черно Море» продал своего лучшего игрока и собственного воспитанника Илиана Илиева в «Левски» за 2 миллиона левов (60 000 фунтов), что стало рекордом для Болгарии на то время, в 1991 году. Ситуация начала улучшаться в 1998 году с новым председателем Красенем Кралевым, который превратил клуб в акционерное общество.
Новое тысячелетие
В 2000-х годах клуб закрепился в высшем дивизионе страны. "Моряки" провели большую часть 90-х годов во втором эшелоне Болгарии до того, как обеспечил повышение в конце сезона 1999—2000,  и закончил шесть сезонов подряд  в «Б» РФГ. В 2002 году Кралев убедил бизнесмена Илью Павлова купить клуб. Павлов хотел превратить "Черно Море" в одного из лидеров болгарского футбола. Он назначил молодого и амбициозного тренера Велислава Вуцова и купил много опытных игроков, таких как вратарь сборной Здравков, защитники Адальберт Зафиров и Георгий Генчев. Некоторые иностранные игроки: Лусио Вагнер, Дарко Спалевич и игрок сборной Мальты Даниэль Богданович также вошли в состав клуба из Варны. Результаты последовали незамедлительно. Победы против чемпионов - ЦСКА в Софии и Литекса в Ловече помогли команде подняться в таблице. Успехи закончились с убийством Ильи Павлова 7 марта 2003 года. Последовали месяцы неопределённости и само существование клуба было поставлено на кон до того момента, когда группа "Финансы и Бизнес ТИМ" не взяла контроль над клубом в 2004 году.
В сезоне 2007-2008 моряки финишировали пятыми в группе и завоевали право на квалификацию в Кубка УЕФА из-за лицензионных проблем в клубе ЦСКА София. Участие во главе с капитаном Алексом было очень успешным — "Черно Море" победило «Сан-Жулию» из Андорры в первом отборочном раунде (9-0 по сумме двух матчей) и «Маккаби» Нетания из Израиля во втором отборочном раунде (3-1 по сумме двух матчей), «Черно Море» вылетело из еврокубков после поражения 1-2 у себя дома и ничьей в «Штутгарте» (2-2), выигрывая 2-0 до 85-й минуты матча. В течение того же сезона команда выдала успешный отрезок в чемпионате и завоевала путёвку в квалификацию для созданной Лиги Европы.
В сезоне 2009-2010 «Черно Море» стартовал в Лиге Европы, победив «Искра-Сталь» из Молдовы во втором отборочном раунде (4-0 по сумме двух матчей) и выйдя в следующем раунде на «ПСВ» Эйндховен. Команда из Варны была выбита после 1-0 в Эйндховене и ещё одного поражения 0-1 на стадионе «Лазурь» в городе Бургас.
После того, как в 2008-2009 клуб не смог выйти из группы, он успешно выступил в болгарском кубке в сезоне 2014-2015. Моряки победили «Созополь», «Славию» София, «Локомотив» Горна Оряховица и «Локомотив» Пловдив на пути к финалу против «Левски» на стадионе Лазурь в городе Бургас. Несмотря на то, что команда играла вдесятером с 39й минуты и проигрывала по ходу матча 0-1, "Черно Море" удалось сравнять счёт в добавленное время и дожать соперника в овертайме. Благодаря потрясающему удару Матиаса Курёра на 118-й минуте "Черно Море" выиграло первый трофей в истории клуба.

## Выступление в еврокубках
| Сезон   | Турнир         | Раунд  | Соперник        | 1 матч | 2 матч |
| ------- | -------------- | ------ | --------------- | ------ | ------ |
| 1982    | Интертото      | Группа | Стандард        | 2 : 0  | 1 : 3  |
|         |                | Группа | Байер 04        | 1 : 1  | 0 : 3  |
|         |                | Группа | Видовре         | 2 : 0  | 1 : 1  |
| 2007    | УЕФА Интертото | 2Р     | Македония       | 4 : 0  | 3 : 0  |
|         |                | 3Р     | Сампдория       | 0 : 1  | 0 : 1  |
| 2008/09 | Кубок УЕФА     | 1Кв    | Сан-Жулиа       | 4 : 0  | 5 : 0  |
|         |                | 2Кв    | Маккаби Нетания | 1 : 1  | 2 : 0  |
|         |                | 1Р     | Штутгарт        | 1 : 2  | 2 : 2  |
| 2009/10 | Кубок УЕФА     | 2Кв    | Искра-Сталь     | 1 : 0  | 3 : 0  |
|         |                | 3Кв    | ПСВ Эйндховен   | 0 : 1  | 0 : 1  |
| 2015/16 | Кубок УЕФА     | 2Кв    | Динамо Минск    | 1 : 1  | 0 : 4  |

## История формы команды
| 1945 | 1964 | 1970 | 1975 | 1982 | 1984 |

| 1992 | 1995 | 1997 | 2001 | 2003 | 2007 |

## Текущий состав
На 13 августа 2022 года
| №  |            | Поз. | Имя               | Год рождения |
| -- | ---------- | ---- | ----------------- | ------------ |
| 2  | Болгария   | ЗАЩ  | Панов Цветомир    | 1989         |
| 3  | Болгария   | ЗАЩ  | Зивко Атанасов    | 1991         |
| 4  | Болгария   | ЗАЩ  | Росен Стефанов    | 2002         |
| 6  | Болгария   | ЗАЩ  | Виктор Попов      | 2000         |
| 7  | Португалия | ПЗ   | Матеуш Клементе   | 1998         |
| 8  | Франция    | ПЗ   | Мазире Сула       | 1998         |
| 9  | Украина    | НАП  | Евгений Сердюк    | 1998         |
| 10 | Болгария   | НАП  | Велислав Васильев | 2001         |
| 11 | Бразилия   | ПЗ   | Алекс Фернандес   | 2002         |
| 14 | Болгария   | ПЗ   | Калин Георгиев    | 2002         |
| 15 | Хорватия   | ЗАЩ  | Петар Босанчич    | 1996         |

| №  |              | Поз. | Имя               | Год рождения |
| -- | ------------ | ---- | ----------------- | ------------ |
| 17 | Болгария     | ПЗ   | Анхель Ангелов    | 1999         |
| 22 | Болгария     | ВРТ  | Георгиев Георгий  | 1988         |
| 25 | Болгария     | ВРТ  | Иван Дюлгеров     | 1999         |
| 27 | Болгария     | ЗАЩ  | Даниел Димов      | 1989         |
| 71 | Болгария     | ЗАЩ  | Панайотов Василий | 1990         |
| 77 | Болгария     | ПЗ   | Велев Димитров    | 1989         |
| 31 | Алжир        | НАП  | Бенчаа Закария    | 1997         |
| 88 | Гвинея-Бисау | ПЗ   | Мимито            | 1997         |
| 20 | Гвинея-Бисау | НАП  | Мади Кета         | 1998         |
| 32 | Болгария     | ЗАЩ  | Дичев Мартин      | 2000         |